# Picoas (metropolitana di Lisbona)
Picoas è una stazione della linea Gialla della metropolitana di Lisbona.
Inaugurata nel 1959 come stazione della linea Blu, dal 1995 la stazione fa parte della linea Gialla della rete.

## Interscambi
Nelle vicinanze della stazione effettuano fermata alcune linee automobilistiche urbane, gestite da Carris.
- Fermata autobus